# Zekuu
Albums de Mucc
Homura Uta
(2002) Kuchiki no Tou
(2004)
Singles
1. Ware, Arubeki Basho
Sortie : 21 mai 2003

Zekuu (是空) est le troisième album du groupe de rock japonais Mucc. Il est sorti le 3 septembre 2003.

## Liste des titres
| 1.  | Shinsō (心奏)                                                               |          | Miya           | 2:22 |
| 2.  | Bōzenjishitsu (茫然自失)                                                    | Miya     | Ishioka (石岡) | 4:33 |
| 3.  | Ware, Arubeki Basho (我、在ルベキ場所)                                      | Miya     | Miya           | 5:21 |
| 4.  | Shōgyō Shisōkyō Jidai Kōseikyoku (Heiseiban) (商業思想狂時代考偲曲(平成版)) | Miya     | Miya           | 3:55 |
| 5.  | Hikanshugisha ga Warau (悲観主義者が笑う)                                   | Miya     | Ishioka (石岡) | 4:33 |
| 6.  | Shi Shite Katamari (死して塊)                                               | Tatsurou |                | 4:09 |
| 7.  | Sōshin no Koe (双心の声)                                                    | Tatsurou | Miya           | 5:04 |
| 8.  | 1979                                                                        | Tatsurou | Satochi        | 3:13 |
| 9.  | Nagekidori to Dōkejin (嘆き鳥と道化人)                                      | Tatsurou |                | 3:56 |
| 10. | Kono Sen to Sora (この線と空)                                               | Miya     | Miya           | 4:16 |
| 11. | Kugatsu Mikka no Kokuin (9月3日の刻印)                                      | Miya     | Miya           | 5:20 |
| 12. | Ranchū (蘭鋳)                                                               | Tatsurou | Miya           | 3:41 |
| 13. | Hakanakutomo (儚くとも) (bonus track de l'édition européenne)               |          |                | 5:20 |
| 14. | Ieji (家路) (bonus track de l'édition européenne)                           |          |                | 5:19 |

| 1. | Aoki Haru (青き春) | Miya | Miya | 11:27 |